# Lighthouse Family
Lighthouse Family es un dúo musical británico de rhythm & blues que alcanzó su apogeo a mediados de los años 1990 y que permaneció activo hasta el comienzo de los años 2000. Tras conocerse en la universidad, en Newcastle upon Tyne, el grupo lo formaron, en 1993, el vocalista Tunde Baiyewu y el pianista Paul Tucker. Su álbum de debut, Ocean Drive, de 1995, vendió más de 1,6 millones de copias solamente en el Reino Unido y les convirtió en un popular dúo de easy listening (música ligera) en toda Europa.
Aunque ninguno de sus sencillos se situó como número uno de la lista de éxitos del Reino Unido, sí llegaron a alcanzarlo en las listas musicales de Australia con la canción High.
Lighthouse Family redujo su actividad debido a, como ellos mismos afirman, "una agenda de promoción muy cargada" tras la salida al mercado de Whatever Gets You Through the Day en 2002. Esto llevó al dúo a seguir caminos diferentes. En la actualidad, Baiyewu es solista, mientras que Tucker se unió al grupo de rock The Orange Lights.
En noviembre de 2010, el dúo anunció que volverían a unirse y realizarían una gira por el Reino Unido e Irlanda, en febrero y marzo de 2011, siendo ésta su primera actuación en ocho años. El 17 de enero de 2011, durante una entrevista en el programa matinal BBC Breakfast, los dos declararon que durante todo este tiempo habían mantenido el contacto, pero sin confirmar la publicación de un próximo álbum. Sin embargo, Tucker mencionó durante la entrevista que "el grupo tiene los bolsillos llenos de canciones".

## Historia
Baiyewu y Tucker se conocieron cuando trabajaban en un café y grabaron juntos unas maquetas musicales (demos) de varias canciones que Tucker había estado componiendo durante los últimos años 80. Entre éstas, una maqueta de Ocean Drive atrajo la atención del director de A&R, de Polydor Records, Colin Barlow, con quien la banda firmó un contrato de promoción de seis meses en 1993.
El dúo fue financiado para la grabación de maquetas adicionales formando equipo con los compositores Martin Bramer (exmiembro de Kane Gang), Tim Kellett (exmiembro de Simply Red) y Tim Laws (compositor, con otros, de Dreams, de Gabrielle). Finalmente firmaron un contrato para grabar un álbum propiamente dicho, Ocean Drive, finalizado en agosto de 1994,. Producido por Mike Peden, incluía también canciones escritas por Shaun Ward (también de Simply Red), Junior Giscombe y Alan Glass.
A lo largo de su carrera, Lighthouse Family fue dirigido por Keith Armstrong y Phil Mitchell, cofundadores de Kitchenware Records, sello discográfico ubicado en Newcastle y que cesó su actividad durante los años 1990 con el objetivo de centrarse en llevar la gestión de Lighthouse Family y otros músicos.
Como consecuencia de una recesión económica en el Reino Unido, los sellos discográficos británicos estaban contratando a artistas con el objetivo principal de obtener beneficios a corto plazo. En contraste, Barlow, en declaraciones a The Times, comentó que la banda podría durar hasta «diez años o más». En la época de la publicación de su primer álbum, Polydor invirtió 250.000 £ en el grupo. El hecho de que contratasen a Mike Peden se consideró un «gasto excesivo» y se filmaron videoclips musicales al otro lado del océano, en Los Ángeles y Las Vegas.
El principal sencillo del álbum, Lifted, se difundió en la BBC Radio One, así como en cierto número de emisoras locales de radio de la BBC, y The Chart Show transmitió su videoclip. Sin embargo, eso no se tradujo en ventas considerables del sencillo o del álbum en 1995, y no fue hasta que se reeditó Lifted en 1996 cuando alcanzó el Top 5 del UK Singles Chart, y entonces Ocean Drive, que se había agotado, salió de nuevo a flote y llegó a ser seis veces disco de platino a finales de 1997. El siguiente álbum, Postcards from Heaven, consiguió un éxito de ventas similar en 1998. El tema Lifted fue utilizado también en una publicidad de automóviles Opel Vectra, y en la campaña 2001 del laborista Tony Blair.

## Discografía

### Álbumes

#### De estudio
- Ocean Drive (1996)
- Postcards from Heaven (1997)
- Whatever Gets You Through The Day (2001)
- Blue Sky in Your Head (2019)

#### Recopilatorios
- Greatest Hits (2002)
- Relaxed & Remixed (2004)

### Sencillos (en el Reino Unido)
- "Lifted" (#61 1995)
- "Ocean Drive" (#34 1995)
- "Lifted" [reedición] (#4 1996)
- "Ocean Drive" [reedición] (#11 1996)
- "Goodbye Heartbreak" (#14 1996)
- "Loving Every Minute" (#20 1996)
- "Raincloud" (#6 1997)
- "High" (#4 1997)
- "Lost In Space" (#6 1998)
- "Question Of Faith" (#21 1998)
- "Postcard from Heaven" (#24 1999)
- "(I Wish I Knew How It Would Feel to Be) Free / One" (#6 2001)
- "Run" (#30 2002)
- "Happy" (#51 2002)
- "I Could Have Loved You" (2003) - no alcanzó el UK Top 75